# Lettera di Fidel Castro a Roosevelt

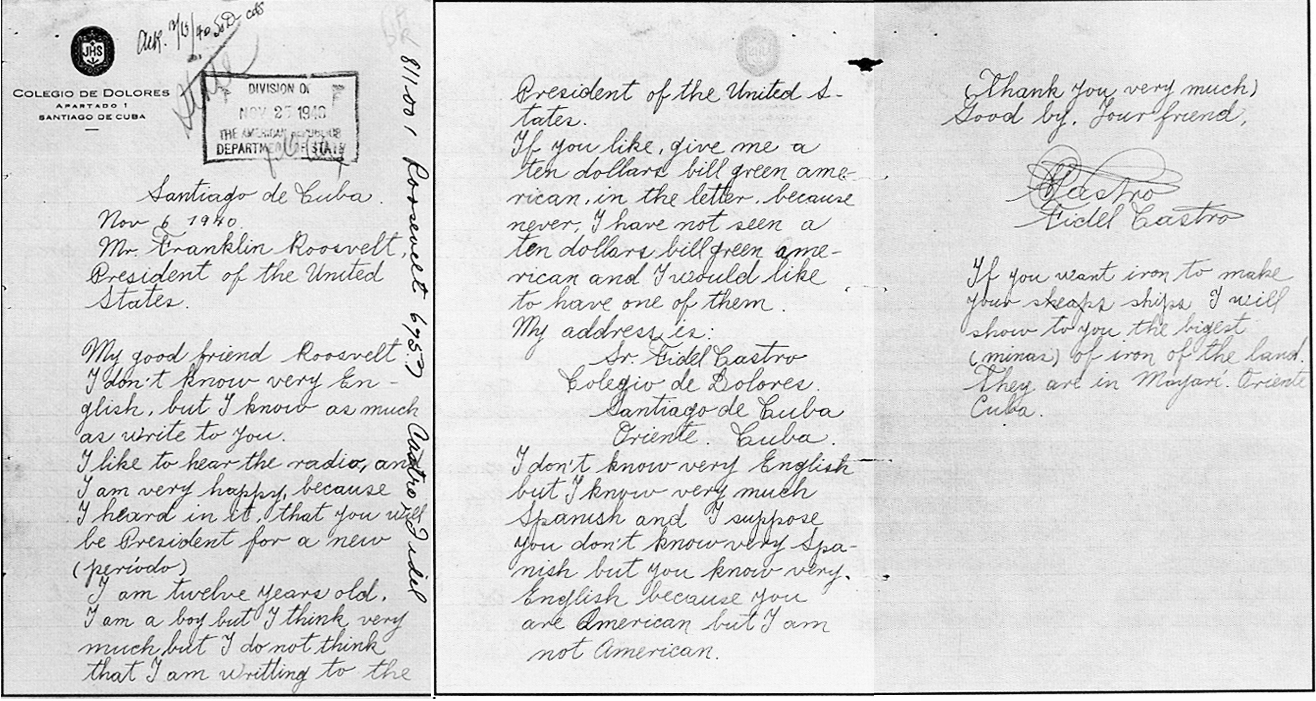
La lettera di Fidel Castro al Presidente degli Stati Uniti Roosevelt.

La lettera di Fidel Castro a Franklin Delano Roosevelt fu una lettera inviata al Presidente degli Stati Uniti Franklin Delano Roosevelt il 6 novembre 1940 da un giovane Fidel Castro per congratularsi per la terza rielezione.

## Analisi della lettera
La lettera venne scoperta nei National Archives and Records Administration nel 1977 e venne esaminata lo stesso anno da Bryan T. Sweringen del NARA, la lettera venne confermata come originale e venne spedita dal Colegio de Dolores a Santiago de Cuba da un quattordicenne Fidel Castro che però nella lettera affermava di avere dodici anni, Castro richiedeva dieci dollari per far visitare al presidente le miniere di ferro di Mayarí per costruire le navi, la lettera venne spedita da Santiago il 6 novembre 1940 all'ambasciatore statunitense a Cuba George S. Messersmith e tramite l'ambasciata venne inviata al Dipartimento di Stato dove arrivò il 27 novembre 1940.
Castro ricevette la risposta tramite William L. Beaulac, consigliere dell'ambasciata a L'Avana ma non i dieci dollari, la risposta tramite il consigliere dell'ambasciata fu: "Caro Fidel: Il Presidente ha indicato l'ambasciata per conoscenza, con un'espressione di apprezzamento, la tua lettera del 6 nov. 1940 scritta in occasione della sua rielezione".
Un giornalista dell'Associated Press, che intervistò Castro, confermò l'esistenza di questa lettera e la successiva risposta e disse "All'epoca fui audace, quando arrivò la risposta la misi nella bacheca della scuola in modo che fosse visibile a tutti per settimane. In quei giorni ero diventato famoso per aver scritto a Roosevelt", Castro non ricordava esattamente quando avesse scritto la lettera, ma confermò che appena imparò l'inglese scrisse al presidente.

## Conservazione
La lettera è stata esibita nella mostra "American Originals" dal dicembre 1996 al dicembre 1997 al National Archives Building a Washington, tuttora è conservata presso il National Archives at College Park a College Park nel Maryland.
Il documento è appositamente protetto e non è disponibile per i ricercatori.

## Il testo
Mr. Franklin Roosevelt
President of the United States:
My good friend Roosevelt:
I don’t know very English, but I know as much as write to you.
I like to hear the radio, and I am very happy, because I heard in it, that you will be President for a new (periodo).
I am twelve years old. I am a boy but I think very much, but I do not think that I am writing to the President of the United States.
If you like, give me a ten dollars bill green american in the letter, because never, I have not seen a ten dollars bill green american and I would like to have one of them.
My address is:
Sr. Fidel Castro
Colegio de Dolores
Santiago de Cuba
Oriente Cuba
I don’t know very English but I know very much Spanish and I suppose you don’t know very Spanish but you know very English because you are American but I am not American.
Thank you very much
Good by. Your friend,
F. Castro (signed)
Fidel Castro
If you want iron to make your ships I will show to you the bigest (minas) of iron in the land. They are in Mayorí, Oriente, Cuba.»

Sig. Franklin Roosevelt Presidente degli Stati Uniti:
Il mio buon amico Roosevelt:
Non conosco molto bene l'inglese, ma so quanto scriverti. Mi piace ascoltare la radio e sono molto contento, perché ho sentito in essa, che tu sarai presidente per un nuovo periodo. Ho dodici anni. Sono un ragazzo ma penso molto, ma non credo di scrivere al Presidente degli Stati Uniti. Se vuoi, dammi una banconota da dieci dollari verde americana nella lettera, perché mai, non ho mai visto una banconota da dieci dollari verde americana e mi piacerebbe averne una.
Il mio indirizzo è:
Sr. Fidel Castro Colegio de Dolores Santiago de Cuba Oriente Cuba
Non conosco molto l'inglese ma conosco molto lo spagnolo e suppongo che tu non conosca molto lo spagnolo ma tu conosci molto l'inglese perché sei americano ma io non sono americano.
Grazie mille. Tuo amico,
F. Castro (firmato) Fidel Castro
Se vuoi che il ferro costruisca le tue navi, ti mostrerò il più grande (miniera) di ferro del paese. Sono a Mayorí, Oriente, Cuba.»
(Lettera di Castro a Roosevelt)